# Saingorlon
Le Saingorlon est un fromage au lait de vache pasteurisé français fabriqué dans les laiteries bressanes,. Il s'agit d'une imitation légale du gorgonzola créée lors de la Seconde Guerre mondiale alors que le fromage italien n'était plus importé en France. Par la suite, le Saingorlon a donné naissance au bleu de Bresse.